# 國立自然科學博物館九二一地震教育園區
國立自然科學博物館921地震教育園區（簡稱921地震教育園區）是國立自然科學博物館設在臺中市霧峰區光復新村的地震博物館。全館座落地震遺址之上，沿斷層而建，以充滿特色的建築與遺址做藝術化的結合；並將部分地震後留下的毀壞教室、斷層剖面完好如初地作為教材展示，教室進行結構性補強。
展示內容包括地震科學、地震體驗與防災教育，做為以後專家研究跟教學使用，及幫助大眾建立正確的地震防災觀念。

## 歷史
園區土地在921地震前是臺中縣立光復國民中學（今臺中市立光復國民中小學）校地，因車籠埔斷層通過，地震造成操場部分隆起，也造成校舍及校園毀壞；一牆之隔，復興國小雖有受損，但修復後仍可使用，經許多專家評估後，決定以光復國中校地為地震博物館，保存震後地震遺址及蒐集相關文物、圖像、圖書等資料，作為認識、暸解及體驗大自然力量的活教材。2001年2月13日，正式定名為921地震教育園區。2004年9月21日，921地震教育園區（斷層館、影像館）開始對外開放參觀，2007年全區（斷層館、工程館、影像館、防災館、重建館）開放參觀。
園區第一期工程由TVBS關懷台灣文教基金會認養規劃興建，國立自然科學博物館負責之後的規劃與營運。

## 場館
車籠埔斷層保存館：依附著原操場興建，全館沒有樑、柱系統，以82根全長12公尺、寬2.4公尺、重約10噸的預鑄預力混凝板組成，整體為曲線設計，組成複雜，其特殊性及困難度均屬國內外首見。2004年遠東建築獎入圍、2004年榮獲台灣建築獎、2006年榮獲第三屆WA中國建築首獎等獎項。展示主題 — 「地球科學」、「車籠埔斷層」、「地震科學」、「照片紀實」、「蓋亞劇場」。
地震工程教育館：真實情境讓參觀者正視建築物結構與樓房安全的重要，展示主題 — 「毀壞教室展示區」、「安全的家」、「先進樓房減震技術」、「公共安全」、「遊戲角」。
影像館：利用原本光復國中活動中心改建成的影像館，集結了921地震相關照片及影音資料展示主題，展館內還有地震體驗劇場，展示主題 — 「震起的台灣」、「重返九二一」、「真情劇場」、「大地劇場」、「地震調查局」、「新生的力量」。
防災教育館：可了解救災及避難知識建立正確的防災觀念，展示主題 —「洪災審判庭-環境變遷·防洪思維特展」 、「防災魔法學校-921地震防災特展」。
重建記錄館：記錄921地震災後的重建歷程，展示主題 — 「驚心動魄921」、「政策與法制」、「安置」、「重建」、「省思與變革」、「視聽區」。

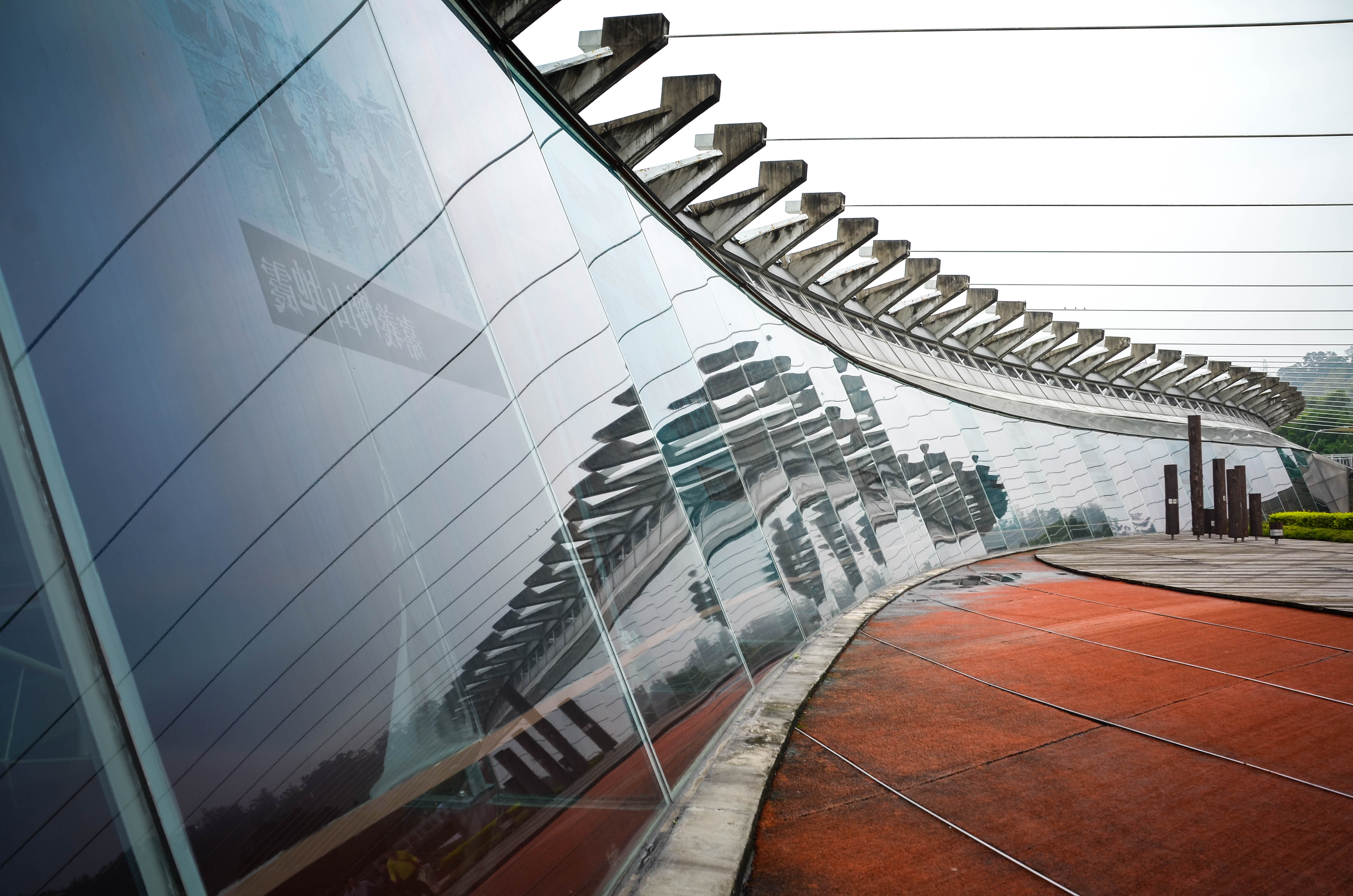
車籠埔斷層保存館
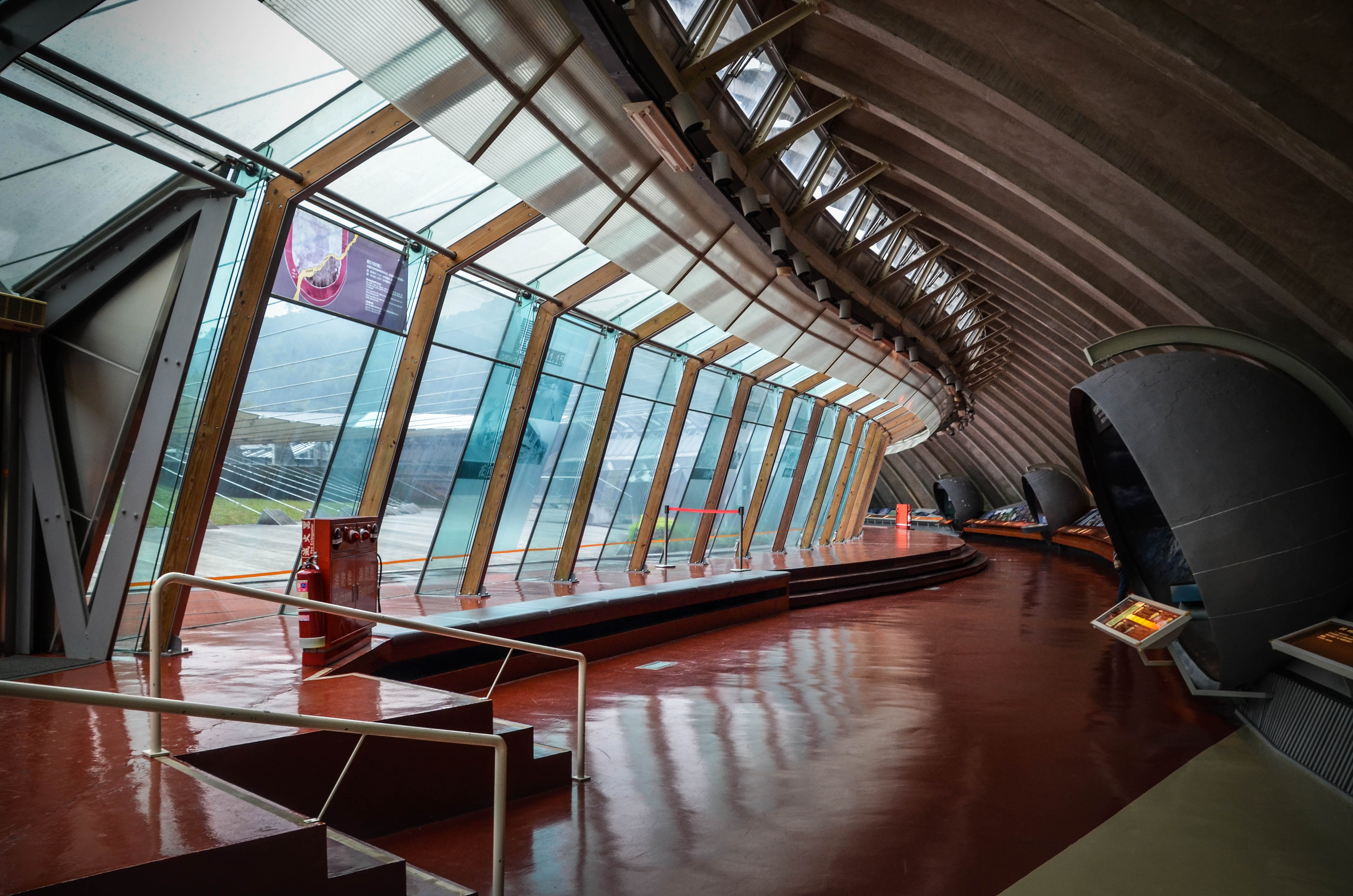
車籠埔斷層保存館的內部
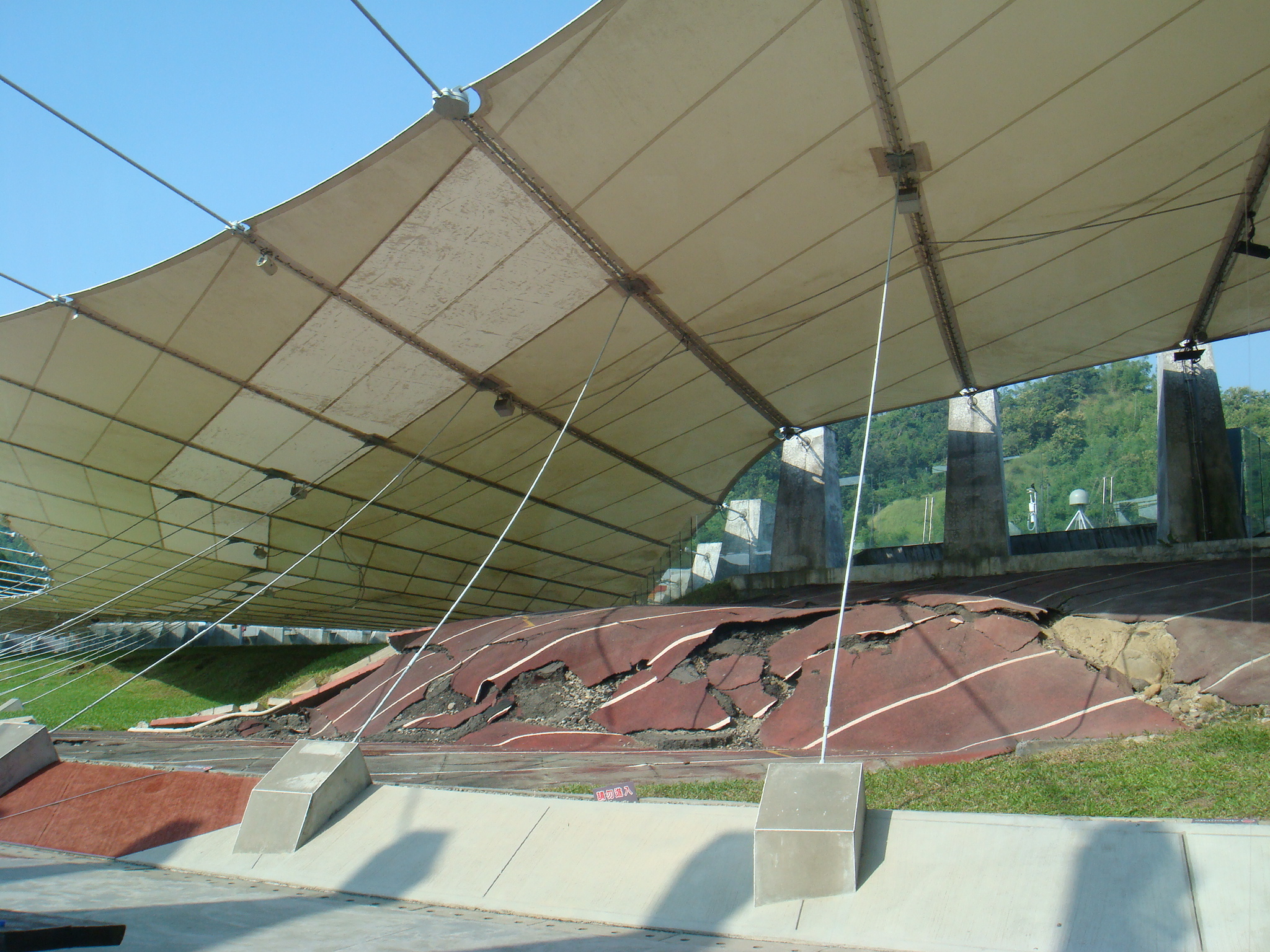
原光復國中隆起的跑道
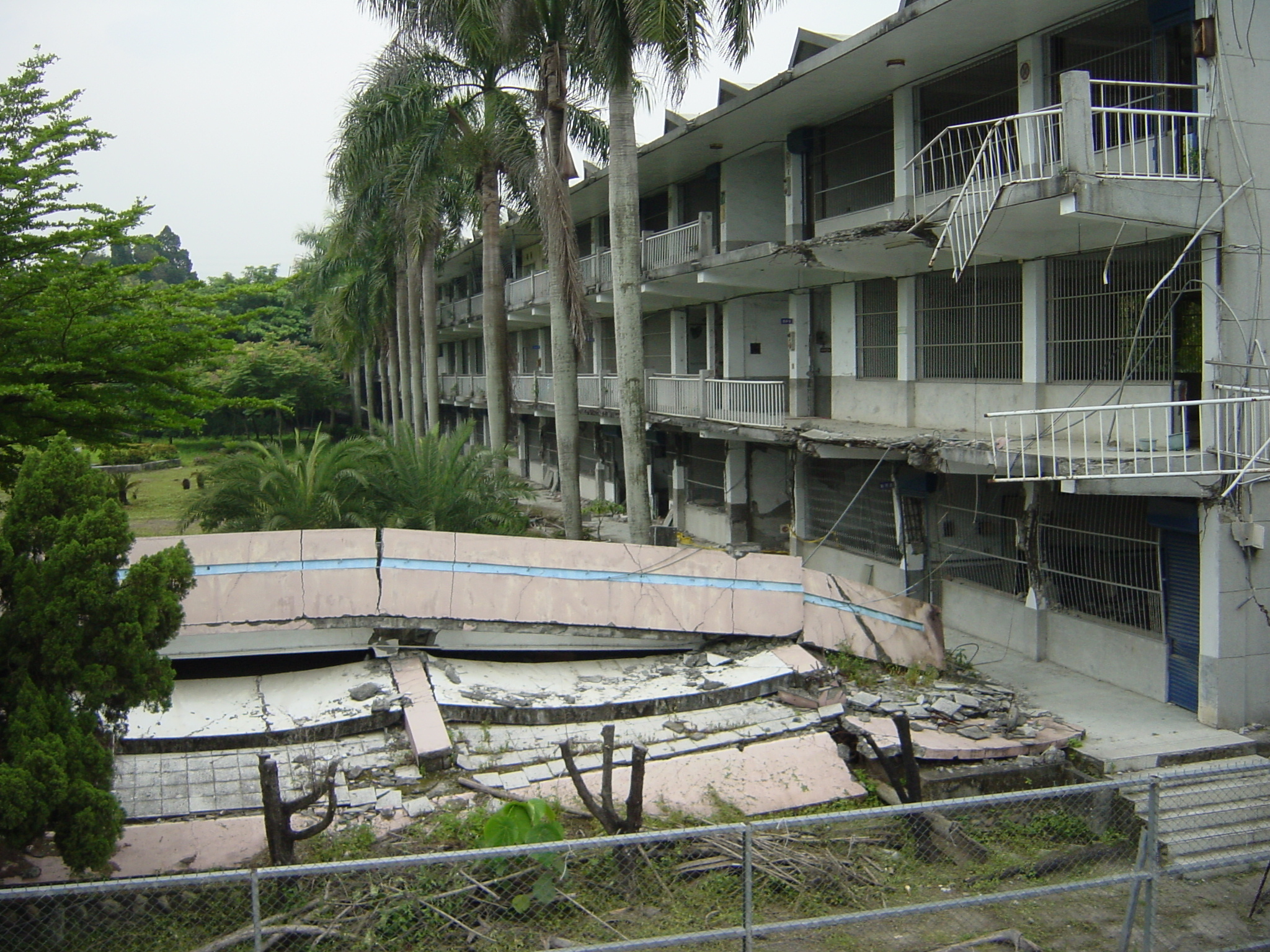
光復國中校舍遺址
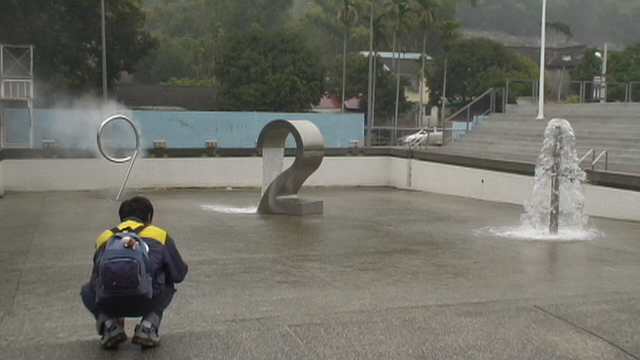
九二一地震教育園區親水池 （由震毀之光復國中游泳池改建）

## 外部連結
- 國立自然科學博物館 - 921地震教育園區（页面存档备份，存于）（繁體中文）（英文）
- 921地震教育園區的Facebook專頁（繁體中文）